# Bulldog inglese
Il Bulldog inglese è una razza canina riconosciuta, di tipo molossoide e taglia media originario dell’Inghilterra, inserito nel Gruppo 2 della F.C.I. - Federazione Cinofila Internazionale. 
Venne allevato in origine (primi dell'Ottocento) come cane da combattimento contro i tori; da più di cento anni la selezione viene fatta per carattere e quindi il bulldog inglese è oggi a tutti gli effetti un cane da compagnia.

## Storia
Una teoria sulla nascita del bulldog inglese sostiene che i molossoidi impiegati per la tauromachia vennero incrociati con il carlino, razza la cui popolarità era enormemente cresciuta in Gran Bretagna a partire dal 1860, complice l'importazione di un maschio ed una fattrice di linea purissima direttamente dalla Cina, al fine di ottenere un cane da compagnia. Secondo questa teoria, grande promotore di questa evoluzione della razza sarebbe stato l'allevatore Bill George (1802-1881). Questa teoria viene però categoricamente smentita da studi genetici pubblicati sulla rivista statunitense "American Scientist".
Sappiamo invece che il bulldog inglese venne selezionato nel tardo XIX secolo dall'old english bulldog, razza impiegata nel combattimento di cani e nel bull-baiting. Col passare dei secoli si cercò di formare e selezionare sempre più il fisico ed il temperamento di questi cani al combattimento, creando una progressiva mutazione fisica e fissando geneticamente quelle anomalie che risultavano però adeguate al bull-baiting. Le zampe divennero più corte per strisciare meglio e per afferrarsi più efficientemente alle corna del toro; aumentò il prognatismo del muso per assicurare alla mascella una presa più forte; le rughe sopra il naso garantivano lo scorrimento del sangue del toro in modo da non impedire la respirazione, affinché il cane potesse rimanere "preso al toro" per molto tempo respirando senza difficoltà. I cani più resistenti al dolore, i più coraggiosi ed i più feroci furono selezionati per la riproduzione. Generazione su generazione, si andò così ad accentuare il profilo di un cane che guadagnava fama in tutto il mondo per il suo aspetto tozzo e brachicefalo, e per la sua ineguagliabile ferocia nella tauromachia.
La data ufficiale che segnò lo spartiacque per la storia della razza fu l'11 settembre 1894, quando due tipici bulldog - l'uno appartenente al vecchio standard e l'altro al nuovo - vennero fatti gareggiare in una prova di resistenza. L'atletico King Orry, forse uno degli ultimi esemplari di old english bulldog; ed il tracagnotto Dockleaf, probabilmente uno dei primi esemplari di bulldog inglese, concorsero in una camminata su una distanza di 20 miglia. King Orry vinse la sfida, mentre Dockleaf collassò. 
Dopo oltre cento anni di selezione della razza, fatta quasi esclusivamente nell'ammansire il suo temperamento, il bulldog inglese d'oggi è a tutti gli effetti un ottimo ed equilibrato cane da compagnia.

## L'aspetto
Il suo aspetto è molto particolare. Visto di fronte appare basso sugli arti, largo, con anteriore fornito di zampe corte ma possenti e muscolose, lievemente angolate verso l'esterno (ma non mancine) la cui curvatura deve dipendere unicamente dalla massa muscolare molto sviluppata; il posteriore dovrebbe essere più stretto, con arti di lunghezza superiore rispetto all'anteriore, che fanno assumere al bulldog inglese una caratteristica linea detta a "dorso di carpa" (o roach back); questa differente larghezza della parte anteriore e posteriore, inoltre, fa assumere al cane visto dall'alto una caratteristica forma "a pera".
La testa appare molto larga (la sua circonferenza dev'essere all'incirca uguale all'altezza al garrese), tipicamente brachicefala, con canna nasale molto corta. La correttezza dello standard vuole che la parte inferiore della punta della mandibola crei una linea retta combaciando con la punta del tartufo e con l'estremità della fronte (il cosiddetto lay back); la canna nasale è cortissima e deve permettere al cane di respirare agevolmente e senza rantoli penosi. In realtà è facile sentire, soprattutto se il clima è caldo e il cane è affannato a seguito di un esercizio fisico, un bulldog emettere dei rumori di respirazione: questo è dovuto al fatto che, avendo il cane un muso molto corto, la parte finale del palato, che è in tutti i cani più molle della parte iniziale, vibri sonoramente, anche durante il sonno. Le orecchie hanno una forma, detta "a rosa"; la coda può essere "a manico di pompa", che è la forma più desiderabile, ma anche molto corta e lievemente attorcigliata. Nelle competizioni quest'ultima non viene penalizzata ma viene fortemente penalizzata la coda nel caso in cui fosse incarnita.
La taglia del bulldog inglese varia a seconda del sesso; in questa razza infatti il maschio è notevolmente più massiccio e sviluppato della femmina. Le femmine pesano tra i 18 e i 23 Kg, mentre i maschi pesano tra i 23 e i 32 Kg.

## Le caratteristiche

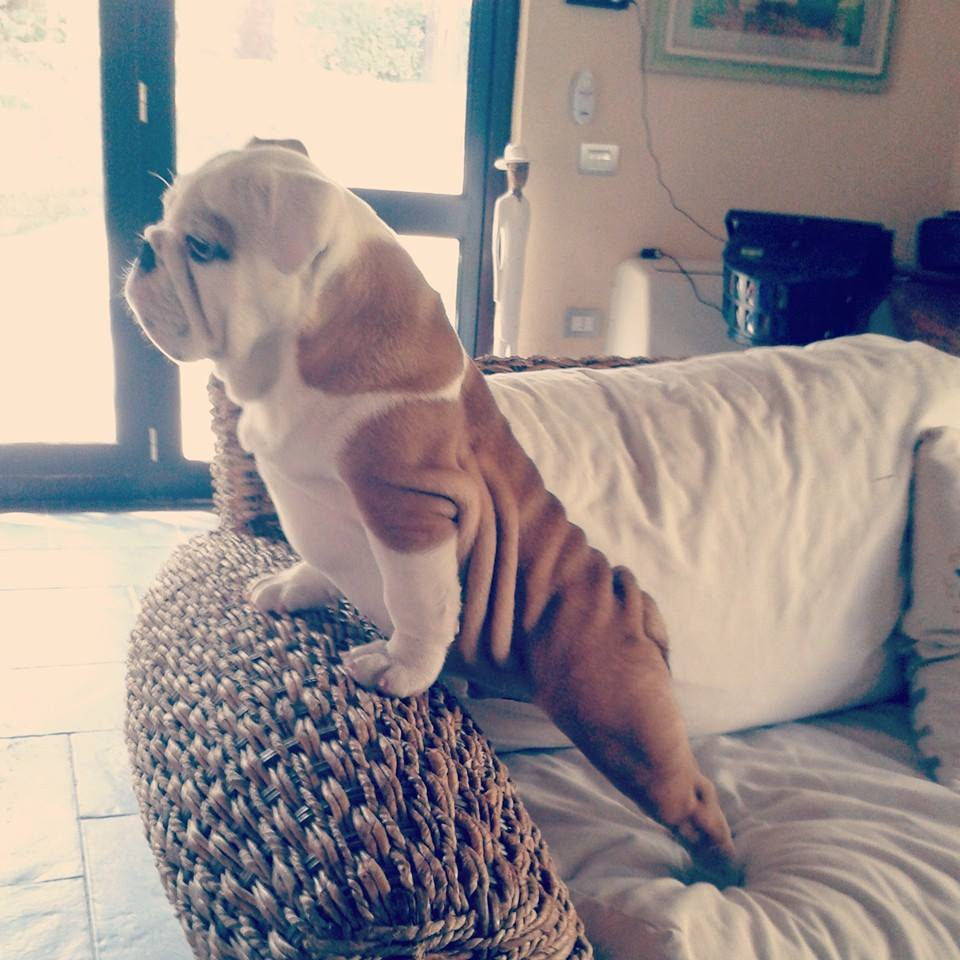
Cucciolo Bulldog

La vita media di un bulldog inglese si aggira intorno ai dieci anni, ma un esemplare ben alimentato, a cui non sia negato un discreto movimento quotidiano, può superare i tredici; esiste una comunità "The oldest bulldogs in the world" che accetta testimonianze di vita a partire dagli otto anni, la classe veterani; in essa si possono trovare anche bulldog di quindici anni, che tuttavia costituiscono un'eccezione.

## Il carattere

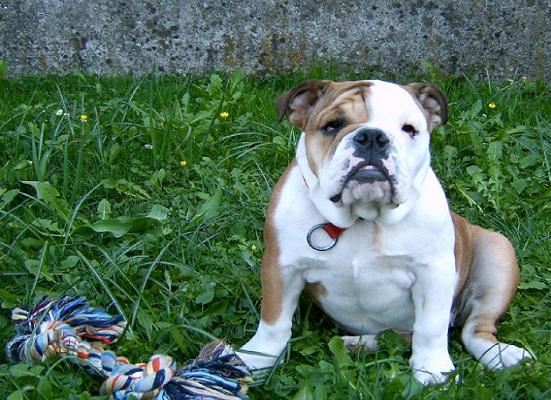
Un Bulldog

Il bulldog inglese ha un'indole naturalmente pacifica. È dotato di una bassissima reazione agli stimoli esterni, il che lo porta ad essere tollerante e paziente con tutti, in particolare con i bambini ma anche con gli adulti e gli animali in genere; essendo un cane abbastanza dominante i rapporti tra maschi non sono sempre pacifici. Si adatta ad un ambiente molto ristretto persino nei monolocali. Si sconsiglia di lasciarlo solo per parecchie ore.

## Salute e cure
I problemi che lo affliggono derivano dalla lunga selezione improntata all'esasperazione dei caratteri fisici (ipertipo).
Il bulldog è un cane brachicefalo e soffre in maniera particolare le temperature elevate; è un cane che va tenuto sotto controllo durante la stagione estiva, controllandone l'attività fisica e non sottoponendolo a sforzi particolarmente intensi. I problemi che potrebbero insorgere, come il colpo di calore, potrebbero infatti essergli fatali. Al manifestarsi dei primi sintomi occorre intervenire rinfrescandolo con abbondante acqua fresca, bagnando immediatamente muso, pancia e testicoli.